# شیاشکوتان
شیاشکوتان (انگلیسی: Shiashkotan) یک جزیره آتشفشانی در جزایر کوریل کشور روسیه است.